# Trisomía 16

Cromosoma 16

La trisomía 16 es una mutación cromosómica en la que hay 3 copias del cromosoma 16 en lugar de dos. Es la trisomía autosómica más común que conduce al aborto espontáneo y la segunda causa cromosómica más común (de cerca después de la monosomía del cromosoma X). Aproximadamente el 6% de los abortos espontáneos tienen trisomía 16. Estos ocurren principalmente entre 8 y 15 semanas después del último período menstrual.
No es posible que un niño nazca vivo con una copia extra de este cromosoma presente en todas las células (trisomía 16 completa). Es posible, sin embargo, que un niño nazca vivo con la forma del mosaico genético.

## Cromosoma 16
Normalmente los humanos tenemos 2 copias del cromosoma 16, una heredada por cada progenitor. Este cromosoma representa casi el 3% de todo el ADN de las células.

## Cribado

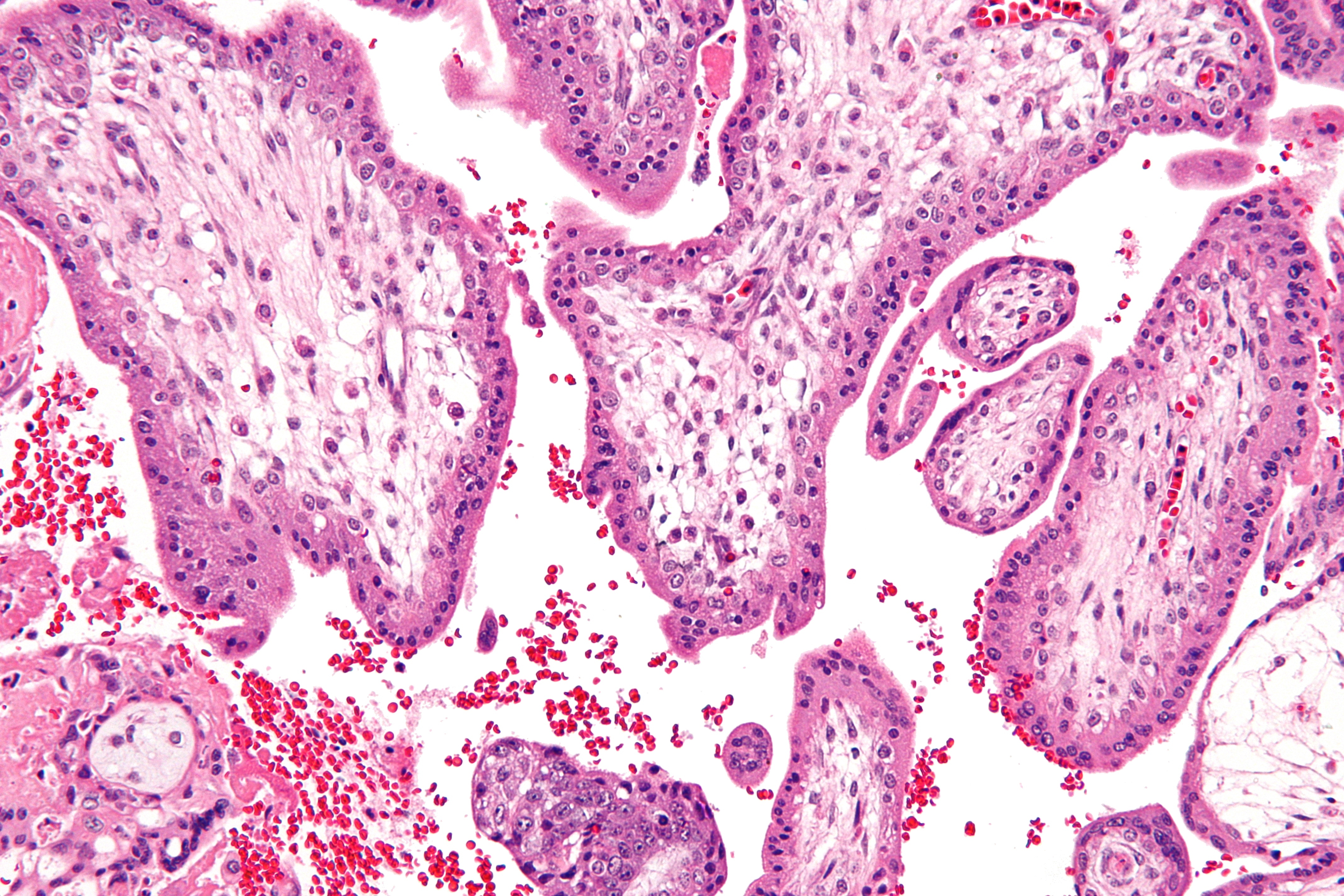
Micrografía que muestra las vellosidades coriónicas, el tejido que se recolecta en la muestra de vellosidades coriónicas.

Durante el embarazo, las mujeres pueden someterse a pruebas de detección mediante una muestra de vellosidades coriónicas y amniocentesis para detectar la trisomía 16. Con el advenimiento de técnicas no invasivas para detectar aneuploidía, se puede utilizar la detección prenatal con pruebas que utilizan secuenciación de próxima generación antes que las técnicas invasivas. Esto puede causar retraso en el crecimiento fetal.

## Trisomía 16 completa
La trisomía 16 completa es incompatible con la vida y la mayoría de las veces resulta en aborto espontáneo durante el primer trimestre. Esto ocurre cuando todas las células del cuerpo contienen una copia adicional del cromosoma 16.

## Trisomía 16 en mosaico
La trisomía 16 en mosaico, un trastorno cromosómico raro, es compatible con la vida, lo que permite que un recién nacido sobreviva. Este fenómeno ocurre cuando únicamente algunas células del organismo presentan una copia adicional del cromosoma 16. Entre las posibles repercusiones se encuentra un crecimiento retardado durante el periodo prenatal.

### Diagnóstico prenatal
Durante el diagnóstico prenatal se pueden analizar los niveles de trisomía en los tejidos feto-placentarios. Estos niveles pueden ser predictores de resultados en embarazos con trisomía 16 en mosaico. En un estudio de casos de diagnóstico prenatal, hubo 66% de nacidos vivos con una edad gestacional promedio de 35,7 semanas. Alrededor del 45% de ellos tenían malformaciones. Las malformaciones más comunes fueron CSD, ASD e hipospadias. Sin embargo, la trisomía 16 placentaria confinada no siempre produce anomalías anatómicas.